# NGC 1334
NGC 1334 é uma galáxia espiral (Sbc) localizada na direcção da constelação de Perseus. Possui uma declinação de +41° 49' 57" e uma ascensão recta de 3 horas, 30 minutos e 1,7 segundos.
A galáxia NGC 1334 foi descoberta em 14 de Fevereiro de 1863 por Heinrich Louis d'Arrest.